# Duhovski ponedjeljak
Duhovski ponedjeljak blagdan je koji se slavi dan nakon Duhova, pomičnog blagdana u kršćanskom liturgijskom kalendaru. Pomični je jer se određuje prema datumu Uskrsa. U Katoličkoj Crkvi, to je i blagdan Blažene Djevice Marije, Majke Crkve, označavajući nastavak vremena kroz godinu u liturgijskoj godini.
Duhovi su uvijek u nedjelju i obično su neradni dan. Ponedjeljak nakon Duhova je državni blagdan u: Andori, Austriji, Belgiji, Danskoj, Francuskoj, Njemačkoj, Grčkoj, Mađarskoj, Islandu, Luksemburgu, Monaku, Nizozemskoj, Norveškoj, Rumunjskoj, Švicarskoj, Ukrajini i mnogim drugim zemljama.
Do 1969. revizije Općeg rimskog kalendara, dani nakon Duhova bili su dio oktave Duhova. Ponedjeljak nakon Duhova sada je prvi dan vremena kroz godinu u liturgijskoj godini nakon uskrsnoga vremena.
Na zamolbu zagrebačkoga kardinala Franje Kuharića, Kongregacija za bogoštovlje 1979. godine odredila je da se u svim biskupijama na teritoriju bivše Jugoslavije blagdan Marije Majke Crkve slavi na duhovski ponedjeljak.
U veljači 2018., papa Franjo proglasio je da će se duhovski ponedjeljak slaviti kao „Spomendan Marije, Majke Crkve” u cijeloj zapadnoj Katoličkoj Crkvi.
U Pravoslavnoj crkvi i Istočnim katoličkim crkvama duhovski ponedjeljak poznat je kao „Ponedjeljak Svetog Duha”. To je prvi dan naknadnog slavlja Duhova, posvećen časti Boga Duha Svetog i sjećanju na njegov dolazak na apostole na Duhove.